# Rôdeur mortel (roman)
Pour l’article homonyme, voir Rôdeur mortel.

Rôdeur mortel est une série de romans écrite par Mel Gosselin en 2024, qui s'inspire du Light novel japonais et qui puise son inspiration dans le shônen manga.

## Tomes
- Tome 1 : La Métamorphose